# Ещадио до Драгао
Щадио Драгао (на португалски: Estádio do Dragão) е стадион, намиращ се в Порто, Португалия. Открит е официално на 16 ноември 2003 г.
Построен е в периода 2001 – 2003 г. специално за мачовете на Евро 2004. Оттогава е използван и за стадион на португалския гранд Порто.